# Tangga (Monta)
Tangga is een bestuurslaag in het regentschap Bima van de provincie West-Nusa Tenggara, Indonesië. Tangga telt 4122 inwoners (volkstelling 2010).